# Lahka divizija
Lahka divizija (angl. Light Division) je divizija, ki je opremljena/oborožena z lažjo (v smislu teže in kalibra) opremo in orožjem, a je specialistično usposobljena za izvajanje težjih nalog oz. v težjih pogojih; tako da velja za elitno enoto. Lahke divizije so lahko tudi manj številčne od navadnih divizij.
Med lahke divizije primarno prištevamo:
- gorske,
- lovske,
- zračnodesantne,
- zračnomobilne,
- zračnopristajalne in
- zračnoprevozne divizije.